# ロクサーナ・ブルッソ
ロクサーナ・ブルッソ（Roxana Brusso, 1978年11月19日 - ）は、ペルー出身の女優である。

## 人物
リマ出身。4歳の時に家族と共にロサンゼルスに移住する。

## 出演作品

### テレビ
- サウスランド
- TOUCH/タッチ（シェリ・ストラップリング）
- LAW & ORDER:LA
- コールドケース5
- NCIS 〜ネイビー犯罪捜査班
- NYPD BLUE 〜ニューヨーク市警15分署